# 945
945 је била проста година.

## Догађаји
- 27. јануар — Византијски савладари Стефан и Константин су свргнути једва месец дана након што су свргнули свог оца Романа I. Уз помоћ своје жене, Константин VII постаје једини цар Византије. Он поставља у највише команде војске четири члана породице Фока, која је била у немилости под Романом.
- Игор I, владар Кијевске Русије, убијен је док је скупљао данак од Древљана, а наслеђује га трогодишњи син Свјатослав I. Његова мајка Олга постаје намесница и званична владарка.
- Рат за уједињење српских племена (931-945), Племена и братства у Расу, Босни, Захумљу, Неретви (Паганија), Зети, Травунији и Конављу се уједињују са кнезом Чаславом као врховним владаром.

## Смрти
- Игор I, варјашки владар Кијевске Русије